# Maxim Lapierre
Maxim Lapierre (* 29. März 1985 in Saint-Léonard, Québec) ist ein ehemaliger kanadischer Eishockeyspieler. Der Center bestritt zwischen 2005 und 2015 über 600 Partien für sechs Teams in der National Hockey League (NHL), den Großteil davon für die Canadiens de Montréal. Anschließend ließ er seine Karriere in Europa bei MODO Hockey, dem HC Lugano sowie den Eisbären Berlin ausklingen. Mit der kanadischen Nationalmannschaft gewann er die Bronzemedaille bei den Olympischen Winterspielen 2018.

## Karriere
Maxim Lapierre begann seine Karriere als Eishockeyspieler in der Ligue de hockey junior majeur du Québec, in der er von 2001 bis 2005 je zwei Jahre lang für die Rocket de Montréal und P.E.I. Rocket aktiv war. In dieser Zeit wurde er im NHL Entry Draft 2003 in der zweiten Runde als insgesamt 61. Spieler von den Canadiens de Montréal ausgewählt.
Für die Canadiens gab er in der Saison 2005/06 sein Debüt in der National Hockey League, wobei er bei seinem einzigen Einsatz in dieser Spielzeit punkt- und straflos blieb. Im folgenden Jahr stand der Angreifer in 46 Spielen in der NHL auf dem Eis, in denen er zwölf Scorerpunkte für die Canadiens de Montréal erzielte. Zudem gewann der Rechtsschütze mit dem Farmteam der Canadiens, den Hamilton Bulldogs aus der American Hockey League, den Calder Cup. Ab der Saison 2008/09 spielte Lapierre ausschließlich für das NHL-Team der Canadiens.
Ende Dezember 2010 wurde er im Austausch für Brett Festerling zu den Anaheim Ducks transferiert. Diese gaben ihn rund zwei Monate später kurz vor der Trade Deadline in einem Tauschhandel gemeinsam mit MacGregor Sharp im Austausch für Joël Perrault und einem Drittrunden-Wahlrecht im NHL Entry Draft 2012 an die Vancouver Canucks ab. Im Juli 2013 unterzeichnete Lapierre einen Zweijahresvertrag bei den St. Louis Blues. Im Januar 2015 gaben ihn die Blues an die Pittsburgh Penguins ab und erhielten im Gegenzug Marcel Goc.
In Pittsburgh beendete Lapierre die Saison, erhielt aber keine Vertragsverlängerung, sodass er erstmals Nordamerika verließ und sich MODO Hockey aus der Svenska Hockeyligan anschloss. Von Januar 2016 bis Juli 2019 stand der Kanadier beim HC Lugano unter Vertrag und erreichte mit den Tessinern zweimal, 2016 und 2018, den Playoff-Final. Beide Serien, jeweils einmal gegen den SC Bern und die ZSC Lions, endeten jedoch mit Niederlagen. Im Juli 2019 unterzeichnete der Stürmer einen Zweijahresvertrag bei den Eisbären Berlin mit Spielbetrieb in der Deutschen Eishockey Liga. Diesen erfüllte jedoch nicht, da er seine aktive Karriere im Dezember 2020 mit sofortiger Wirkung beendete.

### International
Sein Debüt auf internationalem Niveau gab Lapierre beim Spengler Cup 2017, bevor er mit der kanadischen Auswahl, die ohne NHL-Spieler antrat, bei den Olympischen Winterspielen 2018 die Bronzemedaille gewann.

## Erfolge und Auszeichnungen
- 2003 Teilnahme am CHL Top Prospects Game
- 2007 Calder-Cup-Gewinn mit den Hamilton Bulldogs
- 2017 Spengler-Cup-Gewinn mit dem Team Canada
- 2018 Topscorer der National-League-Playoffs

### International
- 2018 Bronzemedaille bei den Olympischen Winterspielen

## Karrierestatistik

### International
Vertrat Kanada bei:
- Olympischen Winterspielen 2018

(Legende zur Spielerstatistik: Sp oder GP = absolvierte Spiele; T oder G = erzielte Tore; V oder A = erzielte Assists; Pkt oder Pts = erzielte Scorerpunkte; SM oder PIM = erhaltene Strafminuten; +/− = Plus/Minus-Bilanz; PP = erzielte Überzahltore; SH = erzielte Unterzahltore; GW = erzielte Siegtore; 1 Play-downs/Relegation; Kursiv: Statistik nicht vollständig)